# Wereldkampioenschappen schaatsen sprint 2011
De wereldkampioenschappen schaatsen sprint 2011 werden op 22 en 23 januari in het ijsstadion Thialf te Heerenveen gehouden. Het was de 42e editie van dit schaatsevenement dat voor de 8e keer in Nederland en voor de 6e keer in Heerenveen plaatsvond.
De titelhouders waren de kampioenen van 2010, Lee Kyou-hyuk bij de mannen en Lee Sang-hwa bij de vrouwen. Laatst genoemde verdedigde haar titel niet.
De Zuid-Koreaan Lee Kyou-hyuk veroverde, na 2007, 2008 en 2010, voor de vierde keer de wereldtitel bij de mannen. Met deze prestatie schaarde hij zich in het selecte gezelschap van Eric Heiden, Igor Zjelezovski (zelfs 6x) en Jeremy Wotherspoon die deze titel ook viermaal veroverden. Net als in 2010 werd hij door een landgenoot op het erepodium vergezeld op de tweede plaats, was het in 2010 Lee Kang-seok, dit jaar was het Mo Tae-bum, het was zijn eerste podium plaats. De Amerikaan Shani Davis nam voor de derde keer plaats op het podium, in 2009 werd hij wereldkampioen en in 2007, net als dit jaar, derde.
De Nederlander Stefan Groothuis, klassementleider na twee afstanden, ontsnapte aan een diskwalificatie op de tweede 500 meter. Aanvankelijk werd hij wegens het 3× overschrijden van de lijn na het uitkomen van de laatste binnenbocht gediskwalificeerd, na een protest werd deze diskwalificatie ongedaan gemaakt door de hoofdscheidsrechter. Hij eindigde op de vierde plaats in het eindklassement, net voor zijn debuterende landgenoot Kjeld Nuis op plaats vijf. De derde en vierde Nederlander, Jan Bos en Jan Smeekens eindigden respectievelijk als 12e en 13e.
De wereldtitel bij de vrouwen ging voor de vierde keer naar Canada. Na Sylvia Burka (1977) en Catriona LeMay-Doan (1998 en 2002) veroverde Christine Nesbitt als derde Canadese de titel, het was haar eerste podium plaats op het WK sprint. Ze werd vergezeld door de Nederlandse vrouwen Annette Gerritsen op plaats twee en Margot Boer op de derde plaats. Voor Gerritsen was het haar tweede podium plaats, in 2008 werd ze derde. De beide andere Nederlandse vrouwen, Laurine van Riessen en Ireen Wüst eindigden respectievelijk als 6e en 7e.

## Startplaatsen
Op basis van het eindklassement van het WK van 2010 werd het onderstaande aantal startplaatsen verdiend.
|         | 4                                | 3                                                                  | 2                                                                 |
| ------- | -------------------------------- | ------------------------------------------------------------------ | ----------------------------------------------------------------- |
| Mannen  | Japan, Nederland                 | China, Duitsland, Noorwegen, Rusland, Verenigde Staten, Zuid-Korea | Canada, Finland, Italië, Kazachstan, Polen                        |
| Vrouwen | China, Japan, Nederland, Rusland | Duitsland, Zuid-Korea *                                            | Argentinië *, Australië *, Canada, Italië, Oekraïne *, Roemenië * |

* Bij de vrouwen vulde Zuid-Korea twee startplaatsen in en nam uit Argentinië, Australië, Oekraïne en Roemenië geen enkele schaatsster deel.

## Mannen

### Afstandmedailles
| Discipline | Goud             | Zilver           | Brons            |
| ---------- | ---------------- | ---------------- | ---------------- |
| 500m       | Lee Kyou-hyuk    | Mo Tae-bum       | Stefan Groothuis |
| 1000m      | Stefan Groothuis | Shani Davis      | Mo Tae-bum       |
| 500m       | Lee Kyou-hyuk    | Jan Smeekens     | Mo Tae-bum       |
| 1000m      | Shani Davis      | Stefan Groothuis | Mo Tae-bum       |

### Eindklassement
Aan de afsluitende 1000 meter mochten 24 schaatsers deelnemen.
| #      | Schaatser                 | 500m               | 1000m           | 500m          | 1000m        | Punten     |
| ------ | ------------------------- | ------------------ | --------------- | ------------- | ------------ | ---------- |
| Goud   | Lee Kyou-hyuk             | 34,92 (1)          | 1.09,65 (4)     | 34,77 (1) BR  | 1.09,48 (6)  | 139,255    |
| Zilver | Mo Tae-bum                | 35,19 (2)          | 1.09,38 (3)     | 35,01 (3)     | 1.08,95 (3)  | 139,365 pr |
| Brons  | Shani Davis               | 35,25 (4)          | 1.09,14 (2)     | 35,40 (9)     | 1.08,76 (1)  | 139,600    |
| 4      | Stefan Groothuis          | 35,21 (3)          | 1.08,97 (1)     | 35,56 (12)    | 1.08,82 (2)  | 139,665    |
| 5      | Kjeld Nuis                | 35,48 (8) pr       | 1.09,88 (5)     | 35,68 (17)    | 1.09,09 (4)  | 140,645 pr |
| 6      | Jamie Gregg               | 35,53 (11)         | 1.10,05 (7)     | 35,10 (5)     | 1.09,99 (8)  | 140,650    |
| 7      | Denny Morrison            | 35,97 (25)         | 1.09,88 (5)     | 35,86 (22)    | 1.09,14 (5)  | 141,340    |
| 8      | Mun Joon                  | 35,42 (7)          | 1.10,64 (14)    | 35,39 (8)     | 1.10,70 (13) | 141,480    |
| 9      | Aleksei Jesin             | 35,74 (16)         | 1.10,06 (8)     | 35,73 (19)    | 1.10,07 (9)  | 141,535 pr |
| 10     | Nico Ihle                 | 35,35 (6)          | 1.10,37 (9)     | 35,61 (15)    | 1.10,83 (16) | 141,560    |
| 11     | Dmitri Lobkov             | 35,51 (9)          | 1.10,589 (13)   | 35,46 (11)    | 1.10,76 (14) | 141,645    |
| 12     | Jan Bos                   | 35,71 (14)         | 1.10,49 (11)    | 35,84 (21)    | 1.09,80 (7)  | 141,695    |
| 13     | Jan Smeekens              | 35,71 (14)         | 1.11,31 (22)    | 34,99 (2)     | 1.10,81 (15) | 141,760    |
| 14     | Pekka Koskela             | 35,92 (23)         | 1.11,12 (19)    | 35,32 (7)     | 1.11,38 (20) | 142,490    |
| 15     | Ryohei Haga               | 35,27 (5)          | 1.11,41 (23)    | 35,42 (10)    | 1.12,27 (24) | 142,530 pr |
| 16     | Tucker Fredricks          | 35,58 (13)         | 1.11,84 (29)    | 35,11 (6)     | 1.11,92 (22) | 142,570    |
| 17     | Daniel Greig              | 35,99 (26) NR      | 1.10,58 (12)    | 35,71 (18) NR | 1.11,39 (21) | 142,685 pr |
| 18     | Akio Ota                  | 35,55 (12)         | 1.12,13 (33)    | 35,03 (4)     | 1.12,15 (23) | 142,720    |
| 19     | Christoffer Fagerli Rukke | 36,12 (30)         | 1.10,46 (10)    | 36,09 (26)    | 1.10,57 (12) | 142,805 pr |
| 20     | Ermanno Ioriatti          | 35,81 (21)         | 1.11,62 (26)    | 35,56 (12)    | 1.11,28 (18) | 142,820    |
| 21     | Håvard Bøkko              | 36,50 (33)         | 1.10,80 (15)    | 36,21 (28)    | 1.10,17 (10) | 143,195    |
| 22     | Denis Koezin              | 36,62 (34) pr      | 1.10,90 (16)    | 36,26 (29) pr | 1.10,32 (11) | 143,490 pr |
| 23     | Konrad Niedźwiedzki       | 36,02 (27)         | 1.11,10 (18)    | 36,31 (31)    | 1.11,30 (19) | 143,530    |
| 24     | Joel Eriksson             | 36,46 (32)         | 1.11,03 (17)    | 36,69 (34)    | 1.11,01 (17) | 144,170 pr |
| NC25   | Joey Lindsey              | 35,80 (19)         | 1.11,25 (20)    | 35,67 (16)    |              | 107,095    |
| NC26   | Roman Krech               | 35,79 (18)         | 1.11,68 (27)    | 35,60 (14)    |              | 107,230    |
| NC27   | Takaharu Nakajima         | 35,87 (22)         | 1.11,30 (21)    | 35,96 (23)    |              | 107,480    |
| NC28   | Sergej Tsjadajev          | 35,96 (24)         | 1.11,50 (24)    | 36,03 (25)    |              | 107,740    |
| NC29   | Yuji Kamijo               | 35,55 (17)         | 1.12,96 (36)    | 35,73 (19)    |              | 107,990    |
| NC30   | Samuel Schwarz            | 36,08 (29)         | 1.11,56 (25)    | 36,20 (27)    |              | 108,100    |
| NC31   | Denny Ihle                | 35,80 (19) pr      | 1.12,76 (34)    | 36,29 (30)    |              | 108,470    |
| NC32   | Wang Nan                  | 36,02 (27)         | 1.13,00 (37) pr | 36,02 (24)    |              | 108,600    |
| NC33   | Matteo Anesi              | 36,64 (35)         | 1.12,06 (31)    | 36,97 (37)    |              | 109,640    |
| NC34   | Artur Waś                 | 36,39 (31)         | 1.13,74 (38)    | 36,48 (33)    |              | 109,740    |
| NC35   | Haralds Silovs            | 37,10 (39)         | 1.12,00 (30)    | 36,76 (35) NR |              | 109,860    |
| NC36   | Philip Brojaka            | 37,04 (38)         | 1.13,98 (39)    | 37,24 (38)    |              | 111,270    |
| NC37   | Marius Paraschivoiu       | 37,38 (40)         | 1.14.27 (40)    | 36,80 (36)    |              | 111,315    |
| NC38   | Vitalij Michajlov         | 37,39 (41)         | 1.12,93 (35)    | 37,62 (39)    |              | 111,475    |
| NC39   | Mika Poutala              | 35,52 (10)         | 1.12,06 (31)    | 47,07 (40) *  |              | 118,620    |
| NC40   | Even Johansen             | 1.08,83 (42) + val | 1.11,73 (28)    | 36,41 (32)    |              | 141,105    |
| -      | Pascal Briand             | 38,06 (42)         | 1.14,34 (41)    | DNS           |              | 75,230     |
| -      | Nan Minghao               | 36,91 (36)         | DNS             |               |              | 36,910     |
| -      | Zhang Yaolin              | 36,93 (37)         | DNS             |               |              | 36,930     |

DNS = niet gestart, DSQ = gediskwalificeerd
* materiaalpech (klapmechanisme weigerde)

## Vrouwen

### Afstandmedailles
| Discipline | Goud              | Zilver                  | Brons               |
| ---------- | ----------------- | ----------------------- | ------------------- |
| 500m       | Jenny Wolf        | Margot Boer Nao Kodaira |                     |
| 1000m      | Christine Nesbitt | Ireen Wüst              | Annette Gerritsen   |
| 500m       | Jenny Wolf        | Margot Boer             | Christine Nesbitt   |
| 1000m      | Christine Nesbitt | Ireen Wüst              | Laurine van Riessen |

### Eindklassement
Aan de afsluitende 1000 meter mochten 24 schaatssters deelnemen.
| #      | Schaatsster            | 500m         | 1000m           | 500m       | 1000m           | Punten         |
| ------ | ---------------------- | ------------ | --------------- | ---------- | --------------- | -------------- |
| Goud   | Christine Nesbitt      | 38,57 (6)    | 1.15,01 (1) BR  | 38,45 (3)  | 1.15,39 (1)     | 152,220 BR, pr |
| Zilver | Annette Gerritsen      | 38,53 (5)    | 1.16,89 (3)     | 38,47 (5)  | 1.17,14 (5)     | 154,015        |
| Brons  | Margot Boer            | 38,28 (2)    | 1.17,47 (8)     | 38,44 (2)  | 1.17,14 (5)     | 154,025        |
| 4      | Heather Richardson     | 38,51 (4)    | 1.17,46 (7)     | 38,46 (4)  | 1.16,67 (4)     | 154,035 pr     |
| 5      | Nao Kodaira            | 38,28 (2)    | 1.17,40 (6)     | 38,80 (8)  | 1.17,25 (8)     | 154,405        |
| 6      | Laurine van Riessen    | 38,93 (9)    | 1.17,23 (4)     | 38,62 (6)  | 1.16,61 (3)     | 154,470        |
| 7      | Ireen Wüst             | 39,08 (13)   | 1.16,49 (2)     | 39,21 (16) | 1.15,93 (2)     | 154,500        |
| 8      | Jenny Wolf             | 38,21 (1)    | 1.17,36 (5)     | 38,33 (1)  | 1.19,07 (21)    | 154,755        |
| 9      | Zhang Hong             | 38,86 (8) pr | 1.17,96 (10) pr | 38,93 (10) | 1.18,29 (13)    | 155,915 pr     |
| 10     | Maki Tsuji             | 38,78 (7) pr | 1.18,56 (16)    | 38,89 (9)  | 1.18,13 (12)    | 156,015 pr     |
| 11     | Judith Hesse           | 38,93 (9)    | 1.18,33 (14)    | 39,02 (12) | 1.17,98 (11)    | 156,105        |
| 12     | Jekaterina Ajdova      | 39,40 (19)   | 1.18,13 (11)    | 39,17 (14) | 1.17,17 (7)     | 156,220 pr     |
| 13     | Shannon Rempel         | 39,12 (14)   | 1.18,20 (12)    | 39,11 (13) | 1.17,81 (10)    | 156,235        |
| 14     | Jin Peiyu              | 38,94 (11)   | 1.18,86 (19)    | 38,79 (7)  | 1.18,82 (18)    | 156,570        |
| 15     | Jekaterina Lobysjeva   | 39,35 (17)   | 1.18,28 (13)    | 36,44 (18) | 1.17,72 (9)     | 156,790        |
| 16     | Lee Bo-ra              | 39,14 (15)   | 1.19,59 (23)    | 38,94 (11) | 1.18,72 (16)    | 157,250        |
| 17     | Chiara Simionato       | 39,26 (16)   | 1.19,07 (20)    | 39,65 (21) | 1.18,53 (15)    | 157,710        |
| 18     | Olga Fatkoelina        | 39,38 (18)   | 1.19,37 (22)    | 39,38 (17) | 1.18,81 (17)    | 157,850        |
| 19     | Miho Takagi            | 39,61 (21)   | 1.18,39 (15)    | 39,68 (22) | 1.18,99 (20)    | 157,980 pr     |
| 20     | Gabriele Hirschbichler | 39,79 (23)   | 1.18,75 (18)    | 39,72 (24) | 1.18,38 (14)    | 158,075 pr     |
| 21     | Qi Shuai               | 39,00 (12)   | 1.20,92 (26)    | 39,18 (15) | 1.19,59 (23) pr | 158,435 pr     |
| 22     | Alla Sjabanova         | 39,78 (22)   | 1.19,18 (21)    | 39,68 (22) | 1.18,93 (19)    | 158,515 pr     |
| 23     | Hege Bøkko             | 40,07 (25)   | 1.18,56 (16)    | 40,28 (27) | 1.19,20 (22)    | 159,230 pr     |
| NC24   | Jekaterina Sjichova    | 39,84 (24)   | 1.17,56 (9)     | 39,59 (20) | DSQ             | 118,210        |
| NC25   | Kim Hyun-yung          | 40,58 (29)   | 1.19,83 (24)    | 40,00 (25) |                 | 120,495        |
| NC26   | Li Dan                 | 39,54 (20)   | 1.23,61 (29)    | 39,55 (19) |                 | 120,895        |
| NC27   | Yvonne Daldossi        | 40,14 (26)   | 1.21,62 (27)    | 40,17 (26) |                 | 121,120        |
| NC28   | Yuki Matsuda           | 40,51 (28)   | 1.20,17 (25)    | 40,72 (29) |                 | 121,315        |
| NC29   | Anna Badajeva          | 40,28 (27)   | 1.23,11 (28)    | 40,43 (28) |                 | 122,265        |

 DNS = niet gestart, DSQ = gediskwalificeerd 
1. ↑  http://www.mediacourant.nl/2011/01/boer-zoekt-vrouw-doorbreekt-vijf-miljoen-kijkers-grens/